# 汪晓娣等宅
汪晓娣等宅（孙起孟旧居）位于中国安徽省黄山市休宁县商山镇商山村，是教育家和社会活动家孙起孟（1911-2010年）故居。2004年10月28日列为第五批安徽省文物保护单位。2017年9月27日，民建中央决定在休宁县商山镇设立孙起孟故居陈列馆暨民建会史教育基地，并对外开放。